# Tabanus oreophilus
Tabanus oreophilus är en tvåvingeart som beskrevs av Xu och Yin-Xia Liao 1985. Tabanus oreophilus ingår i släktet Tabanus och familjen bromsar. Inga underarter finns listade i Catalogue of Life.